# Franz Gürtner
Franz Gürtner (Ratisbona, 26 de agosto de 1881-Berlín, 29 de enero de 1941) fue un político alemán, miembro del Partido Nacional del Pueblo Alemán y del Partido Nazi, ministro de Justicia entre 1932 y 1941 durante la República de Weimar y el Tercer Reich. 

## Biografía
Nació en Ratisbona el 26 de agosto de 1881. ministro de Justicia desde 1932, tras la llegada de Hitler al poder se mantuvo en el cargo.
Opuesto al liberalismo de la República de Weimar y partidario del autoritarismo nazi, el conservador Gürtner respaldó las ilegalidades durante la toma del poder de Hitler (1933-34), y aprobó legalmente con carácter retroactivo la condena a muerte de Van der Lubbe por incendiar el Reichstag en febrero de 1933 o los asesinatos de miembros de la SA en la noche de los cuchillos largos de junio de 1934. Finalmente, en 1937 se unió al Partido Nazi. Falleció el 29 de enero de 1941 en Berlín.